# Ponte Sisto
El Ponte Sisto, conegut també com a Pons Agrippae (Ponte di Agrippa), Pons Aurelius (Ponte Aurelio), Pons Antonini (Ponte di Antonino), Pons Valentiniani (Ponte di Valentiniano) o Ponte Gianicolense, és un pont que uneix la Piazza S. Vincenzo Pallotti amb la Piazza Trilussa, en els Rioni Regola i Trastevere de Roma, Itàlia.
El pont va ser construït pel Papa Sixt IV entre 1473 i 1479 per permetre creuar el Tíber, en el lloc on hi havia un pont romà més antic. Uneix les dues ribes del riu entre la Via del Pettinari i la Piazza Trilussa.

## Pons Aurelius romà
Un primer pont va ser construït per Agripa, amic i gendre de l'emperador August, abans de la seva mort en el 12 a.C., probablement per unir les seves propietats en ribes oposades del Tíber. L'existència d'aquest pont és testificada en una inscripció dels magistrats que s'ocupaven del riu (curatores Tiberis) descoberta el 1887, que parla d'obres en el pont en l'època de l'emperador Claudi. El pont va ser identificat en un primer moment amb restes de pilars visibles riu avall del veritable Ponte Sisto, que no obstant això pertanyen probablement a una fortificació posterior del riu. Un fragment dels Fasti Ostienses descobert el 1938 i que parla de restauracions en el Ponte di Agrippa sota Antoní Pius, ha permès identificar-lo amb el "Ponte Aurelio" o "Ponte di Antonino". Per la seva posició, que permetia arriba al Gianicolo, va tenir també el nom de "Ponte Gianicolense".
En el 147 el pont va ser àmpliament restaurat o reconstruït sota Antoní Pius i va rebre probablement els noms de Ponte Aurelio (pons Aurelius) o Ponte di Antonino (pons Antonini), segons informen fonts tardanes. El pont va patir extenses restauracions en els anys 366-367, sota els emperadors Valent i Valentinià I, per obra del prefecte de la ciutat (praefectus urbis) Lucio Aurelio Avianio Simmaco, i va rebre el nom de Ponte di Valentiniano (Pons Valentiniani). El pont tenia en aquesta època un arc triomfal coronat per grans estàtues de bronze que miraven cap a la riba esquerra.

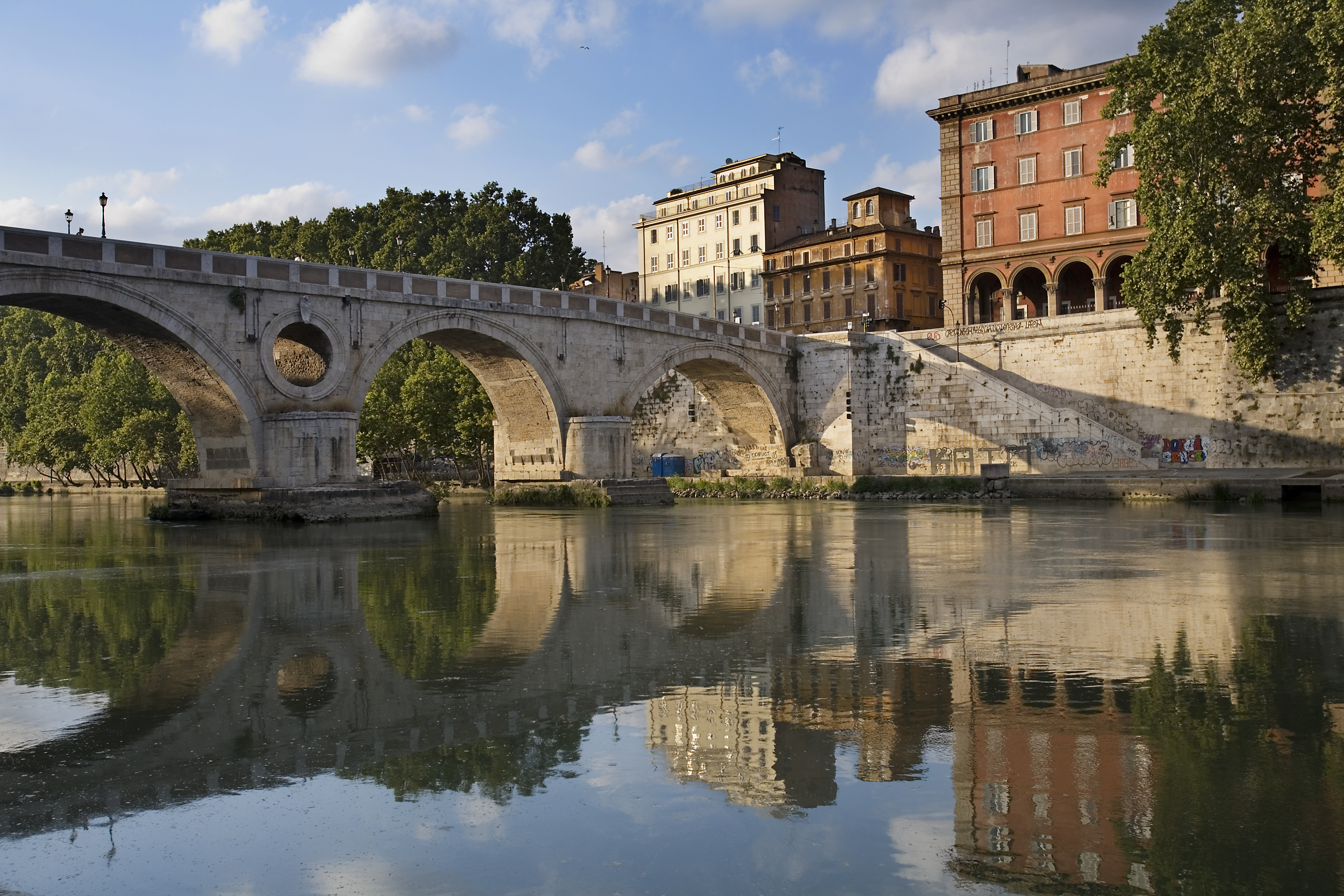
El Ponte Sisto des de la riba dreta.

El pont, ja probablement danyat en 589-590, es va esfondrar a causa d'una crescuda del riu el 791 i es va conèixer des de llavors com "Ponte rotto" ("pont trencat", en llatí, pons fractus o pons ruptus).

## Ponte Sisto del renaixement
El 1473, durant el papat de Sixto IV, es va iniciar la reconstrucció de l'antic pont romà, encarregada segons Giorgio Vasari a l'arquitecte Baccio Pontelli. En realitat, malgrat el testimoniatge de Vasari, falten veritables proves documentals sobre aquest tema i avui els estudiosos posen en dubte l'atribució del projecte a Pontelli. El pont, que es va inaugurar per al Jubileu de 1475 però no es va completar fins a 1479, va rebre el nom actual de "Ponte Sisto". Té quatre arcs i un forat rodó en el pilar central per disminuir la pressió de l'aigua en cas de crescuda. Un nivell de l'aigua pel "occhialone" del Ponte Sisto es considerava un signe de crescuda.

## Barroc i edat moderna
El 1567, durant el papat de Pius IV, es van realitzar les primeres restauracions, amb el reforç d'un dels pilars. Les obres es van confiar a Vignola i van ser continuades per Matteo di Castello. Després dels danys d'un al·luvió el 1598, es van realitzar noves restauracions del paviment i de les baranes durant el papat de Climent VIII.
El 1875 es va suggerir la seva demolició, però el 1877 el pont va ser ampliat amb voreres de ferro colat recolzades en mènsules amb noves baranes. Les restauracions per al jubileu del 2000 han alliberat al pont dels elements afegits al segle xix.
Entre 1878 i 1892 es van trobar en el Tíber restes de la barana amb les inscripcions dedicatòries, de l'arc i de les escultures que decoraven el pont en la seva època de "Pons Valentiniani", i es conserven en el Museu Nacional Romà.

## Transport
En finalitzar les obres, estarà connectat al Metro de Roma mitjançant les estacions Venezia, de la Línia C, i Sonnino, de la Línia D.